# ناولیس
ناولیس (انگلیسی: Novelis) شرکت فلزات آمریکایی است، که در سال ۲۰۰۵ توسط شرکت هندالکو تأسیس شد.